# Хачинсон (Канзас)
Хачинсон (енгл. Hutchinson) град је у америчкој савезној држави Канзас.

## Демографија
По попису из 2010. године број становника је 42.080, што је 1.293 (3,2%) становника више него 2000. године.
| Група             | 2000.          | 2010.          |
| Белци             | 34.817 (85,4%) | 34.484 (81,9%) |
| Афроамериканци    | 1.747 (4,3%)   | 1.821 (4,3%)   |
| Азијати           | 242 (0,6%)     | 237 (0,6%)     |
| Хиспаноамериканци | 3.130 (7,7%)   | 4.446 (10,6%)  |
| Укупно            | 40.787         | 42.080         |